# ويلهلم باور (عسكري)
ويلهلم باور (بالألمانية: Wilhelm Baur de Betaz)‏ هو عسكري ألماني، ولد في 17 فبراير 1883 في متز في فرنسا، وتوفي في 26 مايو 1964 في ليندنفلز في ألمانيا.